# Diglossa plumbea
O fura-flor-plúmbeo, também conhecido por fura-flor-ardósia (nome científico: Diglossa plumbea) é uma espécie de ave passeriforme pertence à família dos traupídeos, que inclui os tiês, cardeais, sairás e sanhaços. Pode ser encontrado desde o norte da Costa Rica ao centro do Panamá, em altitudes entre 1200 e 3300 metros acima do nível do mar.

## Descrição
Possuem cerca de 11 centímetros de comprimento, e pesa cerca de nove gramas, sendo uma espécie de pequeno porte. O nome vernáculo faz referência à plumagem dos machos, que é acinzentada e muito semelhante à ardósia, enquanto peito e garganta são cinza-escuros, semelhante ao chumbo. O bico, assim como os pés, são escuros. As asas são finas e, normalmente, um pouco mais escuras do que o resto do corpo. As fêmeas, diferentemente dos machos, possuem a plumagem amarronzada, característica providenciada pelo dimorfismo sexual. Os juvenis, assim como as fêmeas, tem a plumagem marrom-oliva, mas com duas barras nas asas, além de listras amareladas na região inferior do abdômen.

## Comportamento
Frequentemente, entram em disputas de território com beija-flores territorialistas, que defendem seu território de alimentação e depois recuam para os ninhos.

### Alimentação
Assim como outros fura-flores, representantes do gênero Diglossa, possuem o bico fino e pontudo, com uma espécie de gancho na parte de cima, para perfurar as flores e absorver seu néctar com a língua, em forma de pincel, sem entrar em contato com as células reprodutivas destas flores — o que faz com que seja considerada uma espécie parasita. Ocasionalmente, também se alimentam de insetos, que são extraídos de folhagem ou capturados pelos pássaros enquanto voam.

### Reprodução
Após o acasalamento, as fêmeas constroem o ninho a partir de matéria vegetal, como folhas e raízes, e coberto por fibras finas. O ninho é construído entre 0,4 a 4 metros acima do nível do mar em arbustos, touceiras de gramíneas ou pinheiros. Os ovos são azulados, com pequenas manchas e pontos de cor marrom-escura, que são incubados pela fêmea entre 12 a 14 dias até eclodirem.

## Distribuição geográfica
Este pássaro se distribui exclusivamente na América Central, por toda a região das florestas montanhosas de Talamanca, entre a região norte da Costa Rica e extremo oeste do Panamá. Sendo uma espécie endêmica, é bastante comum por onde se distribui.
Embora existam alguns poucos registros da espécie na Nicarágua, não há certeza se o fura-flor-plúmbeo se distribui pela região.

## Taxonomia
A espécie foi descrita pelo naturalista francês Jean Cabanis, em 1861, na Costa Rica. O nome científico do gênero deriva dos termos grego antigo δί, dí, que significa "duplo"; e γλωσσος, glōssos, que significa "idioma", ou "língua". O descritor específico, por sua vez, faz referência à cor acinzentada, ou seja,plúmbea, da plumagem dos machos.
Anteriormente, era considerada coespecífica com o fura-flor-ferrugíneo. Também foi erroneamente classificada na família dos coerebídeos, que inclui as cambacicas.

### Subespécies
Possui duas subespécies reconhecidas:
- Diglossa plumbea plumbea (Cabanis, 1861) – planaltos da Costa Rica e extremo oeste do Panamá;
- Diglossa plumbea veraguensis (Griscom, 1927) – encosta pacífica do Panamá.